# Brad Allen
Brad Allen (* im 20. Jahrhundert) ist ein US-amerikanischer Schiedsrichter im American Football, der seit dem Jahr 2014 in der NFL tätig ist. Er trägt die Uniform mit der Nummer 122.

## Karriere

### College Football
Vor dem Einstieg in die NFL arbeitete er als Schiedsrichter im College Football in der Atlantic Coast Conference.

### National Football League
Allen sollte im Jahr 2014 zunächst als Umpire starten, wurden dann aber, nachdem Schiedsrichter Mike Carey seinen Rücktritt bekannt gegeben hatten, direkt zum Hauptschiedsrichter ernannt. Sein erstes Spiel – die Chicago Bears gegen die Buffalo Bills – leitete er am 7. September 2014.

## Privates
Neben seiner Tätigkeit als Schiedsrichter ist Allen Geschäftsführer der North Carolina Senior Games.